# فتوى كوكا كولا

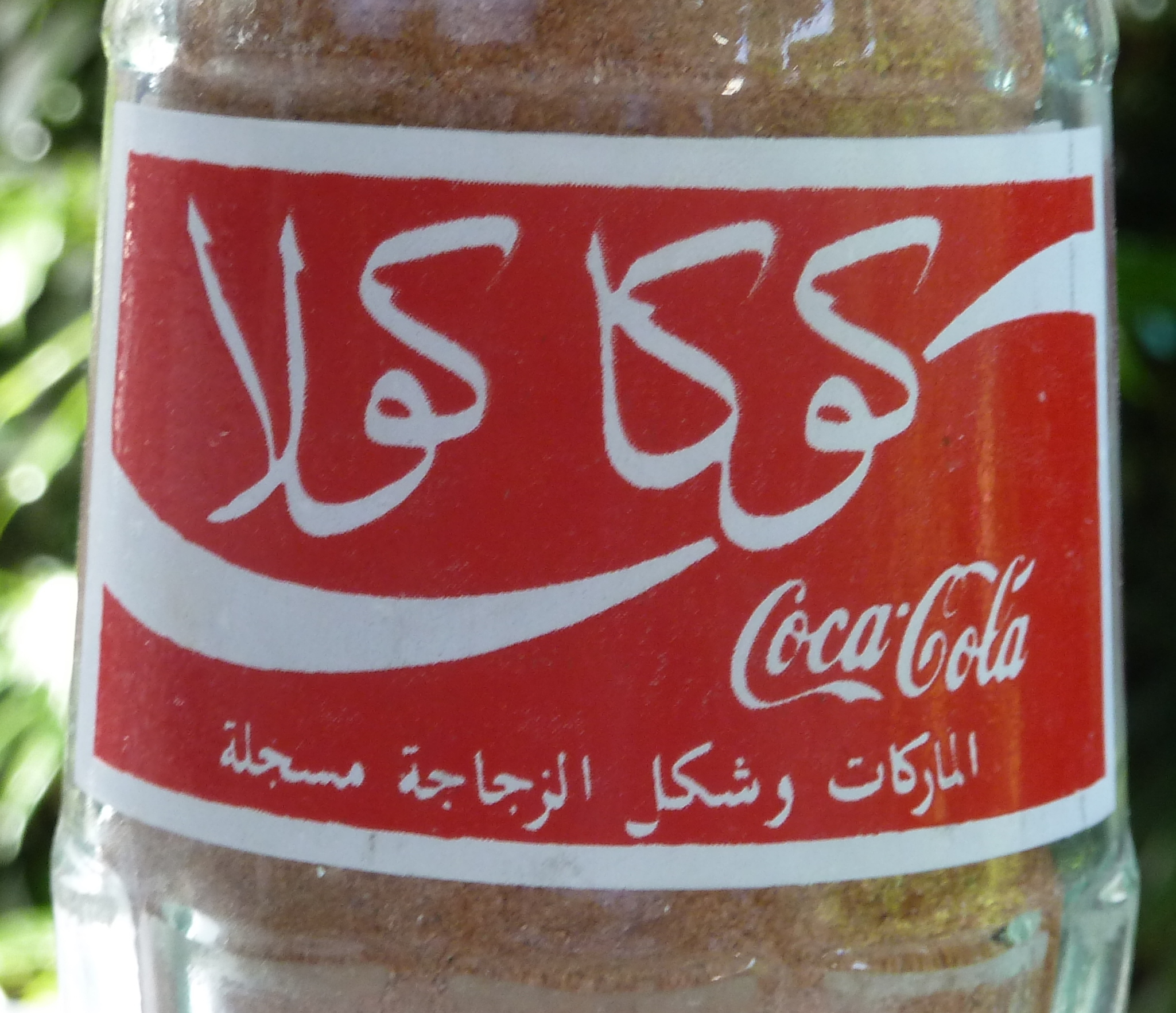
شعار كوكاكولا

فتوى كوكا كولا، هي فتوى نُشرت في 11 سبتمبر 1951 في صحيفة الأهرام المصرية حول ما إذا كان استهلاك المشروبات الغازية كوكاكولا وبيبسي مسموحاً به بموجب الشريعة الإسلامية أم لا. وكان المفتي الشيخ حسنين مخلوف هو من أصدر هذه الفتوى. يعود سبب تلك الفتوى إلى الشائعات المنتشرة بين الجمهور مثل أن شعار Coca-Cola عندما ينعكس في المرآة تبدو عبارة «لا محمد لا مكة» باللغة العربية.

## إصدار الفتوى
من أجل الحصول على إجابة دقيقة حول ما إذا كانت البيبسي وكوكاكولا محظورة بموجب الشريعة الإسلامية، طلبت إدارة الفتاوى من وزارة الصحة التأكد من مكونات تلك المشروبات الغازية. وفي 25 أغسطس 1951، وجدت وزارة الصحة أنهما لا تحتويان على أي مواد مخدرة أو كحول أو بيبسين. وكما هو معلوم فإن استخدام العقاقير المخدرة أو الكحول محظور بموجب الشريعة الإسلامية، كذلك فإن البيبسين يجري تصنيعه من غشاء معدة الخنازير، وأي منتج يأتي من الخنزير غير مسموح به بموجب الشريعة الإسلامية. وأوضحت وزارة الصحة أن تلك المشروبات أيضًا لا تحتوي على ميكروبات ضارة. وبناءً على تلك المعلومات التي قدمتها وزارة الصحة فقد أعلنت إدارة الفتاوى أن تلك المشروبات مسموح بها بموجب الشريعة الإسلامية.
كما أوضح المفتي الشيخ حسنين مخلوف في هذه الفتوى أن جميع الأطعمة والمشروبات مسموح بها بموجب الشريعة الإسلامية ما لم يثبت خلاف ذلك، وإذا كان الشخص لا يعرف حالة أو مكونات طعام أو شراب فإن تناوله مسموح به إلا إذا تبين خلاف ذلك.